# Gremmeniella laricina
Gremmeniella laricina är en svampart som först beskrevs av Ettl., och fick sitt nu gällande namn av Petrini, L.E. Petrini, Lafl. & Ouell. 1989. Gremmeniella laricina ingår i släktet Gremmeniella, ordningen disksvampar, klassen Leotiomycetes, divisionen sporsäcksvampar och riket svampar.   Inga underarter finns listade i Catalogue of Life.